# Яцек Понедзялек
Яцек Понедзялек (пол. Jacek Poniedziałek; нар. 6 серпня 1965, Краків)  — польський актор театру та кіно.

## Життєпис
1990  — закінчив Краківську вищу театральну школу.
Актор краківський театрів: ім. Ю. Словацького (1990—1992) Старого (1992—1997), варшавських: «Narodowy» (1997—1998), «Studio» (1997—1999) та вроцлавського театру «Współczesny» (2001—2002).
Дебютував на екрані у 1999 у фільмі «Моя Анжеліка» (Moja Angelika).
2005 — відзначений, як кращий актор.
Виконавець головної ролі в українській кінострічці «Ефір» (продюсер Володимир Козир), яка зніматиметься протягом 2017 року.

## Акторські роботи
- Мертва хватка (серіал, 2022)
- Ефір (2018)
- Частка правди (2015)
- Чужорідне тіло (2014)
- Правосуддя Агати (2012)
- Варшавська битва 1920 року (2011)
- Реверс (2009)